# Cicinnurus regius
Cicinnurus regius là một loài chim trong họ Paradisaeidae.